# Попо I фон Хенеберг
Попо I фон Хенеберг (на немски: Poppo I von Henneberg; * ок. 1040; † 7 август 1078 при Мелрихщат) от Дом Хенеберг е граф на Хенеберг и бургграф на Вюрцбург.

## Произход
Той е син на граф Попо фон Хенеберг († 1052). Брат е на Годеболд I († 1091/1094), граф на Хенеберг и бургграф на Вюрцбург (1091), и на Билис († 1076), каноник във Вюрцбург (1057).
Попо I е убит на 7 август 1078 г. в битката при Мелрихщат в Бавария.

## Фамилия
Той се жени за графиня Хилдегард фон Шауенбург († 1104) от Тюрингия, дъщеря на Лудвиг Брадати фон Шауенбург (ок. 1035 – 1080) и съпругата му Цецилия фон Зангерхаузен. Те имат децата:
- Годеболд II (ок. 1080 – 1144), граф на Хенеберг, бурграф на Вюрцбург, женен за Лиутгард фон Хоенберг († 1145)
- Попо II (ок. 1096 – 1118), граф на Хенеберг, женен за Беатрикс фон Глайхен († 1120)
- дъщеря, омъжена за Гозмар I фон Райхенбах († сл. 1117), домфогт на Фулда (1108)

Вдовицата му Хилдегард се омъжва втори път на 5 февруари 1088 г. за граф Тимо фон Нордек-Рупбург († 1104).